# 阿兰·德·布瓦西厄
阿兰·德·布瓦西厄-德昂·德·吕涅（法語：Alain de Boissieu-Déan de Luigné，發音：[alɛ̃ də bwasjø deɑ̃ də lɥiɲe]；1914年7月5日—2006年4月5日），法国陸軍將領，曾担任法国陆军参谋长、聖西爾軍校校長，娶了夏尔·戴高乐的女儿伊丽莎白·戴高乐为妻。